# 蒙自吊石苣苔
蒙自吊石苣苔（学名：Lysionotus carnosus）为苦苣苔科吊石苣苔属下的一个种。

## 扩展阅读
- 維基物種上的相關：蒙自吊石苣苔